# 1934-es Grand Prix-szezon
Az 1934-es Grand Prix-szezon volt a Grand Prix-versenyzés huszonhetedik szezonja. Ez volt a második év, hogy az Európa-bajnokságot nem rendezték meg.
A legtöbb nagydíjat a versenyzők közül Achille Varzi, a konstruktőrök közül pedig az Alfa Romeo nyerte.

## Versenyek

### Grandes Épreuves
| Verseny         | Helyszín          | Időpont        | Győztes versenyző | Győztes konstruktőr | Összefoglaló |
| --------------- | ----------------- | -------------- | ----------------- | ------------------- | ------------ |
| monacói nagydíj | Monaco            | Április 2.     | Guy Moll          | Alfa Romeo          | Összefoglaló |
| francia nagydíj | Montlhéry         | Július 1.      | Louis Chiron      | Alfa Romeo          | Összefoglaló |
| német nagydíj   | Nürburgring       | Július 15.     | Hans Stuck        | Auto Union          | Összefoglaló |
| belga nagydíj   | Spa-Francorchamps | Július 29.     | René Dreyfus      | Bugatti             | Összefoglaló |
| olasz nagydíj   | Monza             | Szeptember 9.  | Rudolf Caracciola | Mercedes-Benz       | Összefoglaló |
| olasz nagydíj   | Monza             | Szeptember 9.  | Luigi Fagioli     | Mercedes-Benz       | Összefoglaló |
| spanyol nagydíj | Lasarte           | Szeptember 23. | Luigi Fagioli     | Mercedes-Benz       | Összefoglaló |

### Egyéb versenyek
| Verseny                   | Helyszín           | Időpont        | Győztes versenyző       | Győztes konstruktőr | Összefoglaló |
| ------------------------- | ------------------ | -------------- | ----------------------- | ------------------- | ------------ |
| Vallentunaloppet          | Vallentunasjön     | Február 18.    | Paul Pietsch            | Alfa Romeo          | Összefoglaló |
| norvég nagydíj            | Mjøsa, Lillehammer | Február 25.    | Per Victor Widengren    | Alfa Romeo          | Összefoglaló |
| alessandriai nagydíj      | Alessandria        | Április 22.    | Achille Varzi           | Alfa Romeo          | Összefoglaló |
| tripoli nagydíj           | Mellaha            | Május 6.       | Achille Varzi           | Alfa Romeo          | Összefoglaló |
| finn nagydíj              | Eläintarharata     | Május 13.      | Eugen Bjørnstad         | Alfa Romeo          | Összefoglaló |
| casablancai nagydíj       | Anfa               | Május 20.      | Louis Chiron            | Alfa Romeo          | Összefoglaló |
| Targa Florio              | Madonie            | Május 20.      | Achille Varzi           | Alfa Romeo          | Összefoglaló |
| Grand Prix des Frontières | Chimay             | Május 20.      | Willy Longueville       | Bugatti             | Összefoglaló |
| Avusrennen                | AVUS               | Május 27.      | Guy Moll                | Alfa Romeo          | Összefoglaló |
| Picardy nagydíj           | Péronne            | Május 27.      | Benoit Falchetto        | Maserati            | Összefoglaló |
| Mannin Moar               | Douglas            | Június 2.      | Brian Lewis             | Alfa Romeo          | Összefoglaló |
| Eifelrennen               | Nürburgring        | Június 3.      | Manfred von Brauchitsch | Mercedes-Benz       | Összefoglaló |
| Montreux-i nagydíj        | Montreux           | Június 3.      | Carlo Felice Trossi     | Alfa Romeo          | Összefoglaló |
| Penya Rhin nagydíj        | Montjuïc Park      | Június 17.     | Achille Varzi           | Alfa Romeo          | Összefoglaló |
| Marne nagydíj             | Reims              | Július 8.      | Louis Chiron            | Alfa Romeo          | Összefoglaló |
| Vichy-i nagydíj           | Vichy              | Július 15.     | Carlo Felice Trossi     | Alfa Romeo          | Összefoglaló |
| Coppa Ciano               | Montenero          | Július 22.     | Achille Varzi           | Alfa Romeo          | Összefoglaló |
| Albi nagydíj              | Albi               | Július 22.     | Rupert Featherstonhaugh | Maserati            | Összefoglaló |
| Dieppe-i nagydíj          | Dieppe             | Július 22.     | Philippe Étancelin      | Maserati            | Összefoglaló |
| Coppa Acerbo              | Pescara            | Augusztus 15.  | Luigi Fagioli           | Mercedes-Benz       | Összefoglaló |
| nizzai nagydíj            | Nizza              | Augusztus 19.  | Achille Varzi           | Alfa Romeo          | Összefoglaló |
| Comminges nagydíj         | Saint-Gaudens      | Augusztus 26.  | Gianfranco Comotti      | Alfa Romeo          | Összefoglaló |
| svájci nagydíj            | Bremgarten         | Augusztus 26.  | Hans Stuck              | Auto Union          | Összefoglaló |
| biellai nagydíj           | Biella             | Szeptember 2.  | Carlo Felice Trossi     | Alfa Romeo          | Összefoglaló |
| U.M.F. nagydíj            | Montlhéry          | Szeptember 9.  | Benoit Falchetto        | Alfa Romeo          | Összefoglaló |
| Masaryk nagydíj           | Brno               | Szeptember 30. | Hans Stuck              | Auto Union          | Összefoglaló |
| Rio de Janeiro-i nagydíj  | Gávea              | Október 3.     | Irineu Correa           | Ford                | Összefoglaló |
| doningtoni nagydíj        | Donington Park     | Október 6.     | Whitney Straight        | Maserati            | Összefoglaló |
| Mountain Championship     | Brooklands         | Október 13.    | Whitney Straight        | Maserati            | Összefoglaló |
| modenai nagydíj           | Modena             | Október 14.    | Tazio Nuvolari          | Maserati            | Összefoglaló |
| nápolyi nagydíj           | Posillipo          | Október 21.    | Tazio Nuvolari          | Maserati            | Összefoglaló |
| algériai nagydíj          | Algír              | Október 28.    | Jean-Pierre Wimille     | Bugatti             | Összefoglaló |

## Statisztika

### Versenyzők
| Versenyző               | Győzelmek | Győzelmek        |
| Versenyző               | Összesen  | Grandes Épreuves |
| ----------------------- | --------- | ---------------- |
| Achille Varzi           | 6         | 0                |
| Louis Chiron            | 3         | 1                |
| Luigi Fagioli           | 3         | 2 (1 megosztva)  |
| Hans Stuck              | 3         | 1                |
| Carlo Felice Trossi     | 3         | 0                |
| Benoit Falchetto        | 2         | 0                |
| Guy Moll                | 2         | 1                |
| Tazio Nuvolari          | 2         | 0                |
| Whitney Straight        | 2         | 0                |
| Eugen Björnstad         | 1         | 0                |
| Rudolf Caracciola       | 1         | 1 (1 megosztva)  |
| Gianfranco Comotti      | 1         | 0                |
| René Dreyfus            | 1         | 1                |
| Philippe Étancelin      | 1         | 0                |
| Rupert Featherstonhaugh | 1         | 0                |
| Brian Lewis             | 1         | 0                |
| Willy Longueville       | 1         | 0                |
| Manfred von Brauchitsch | 1         | 0                |
| Jean-Pierre Wimille     | 1         | 0                |

### Konstruktőrök
| Konstruktőr   | Győzelmek | Győzelmek        |
| Konstruktőr   | Összesen  | Grandes Épreuves |
| ------------- | --------- | ---------------- |
| Alfa Romeo    | 18        | 2                |
| Maserati      | 7         | 0                |
| Mercedes-Benz | 4         | 2                |
| Auto Union    | 3         | 1                |
| Bugatti       | 3         | 1                |